# Swan River (Manitoba)
Swan River ist eine Kleinstadt in Manitoba, Kanada. In der Stadt leben ca. 4032 und in den umliegenden Gemeinden weitere 2.923 Einwohner. Swan River ist die dreizehntgrößte Stadt in der Provinz nach der Einwohnerzahl. Die Stadt befindet sich in einem Tal der Duck Mountains und der Porcupine Hills. Sie liegt an dem gleichnamigen Fluss und an der Grenze zu Saskatchewan. Die umgebende Region ist Teil der auch als Aspen Parkland bezeichneten Ökoregion.

## Bildung
Die öffentlichen Schulen unterstehen der Aufsicht der 35. Swan Valley School Division. In Innenstadt und Vororten befinden sich insgesamt neun Schulen, davon vier in der Innenstadt von Swan River.

## Medien
Zeitungen
- Swan Valley Star and Times[2]

Radiosender
- CFGW-FM-1 95.3, (weiterer Sender von CFGW-FM Yorkton, Saskatchewan)
- CJSB-FM 104.5, Adult Contemporary, Country

## Söhne und Töchter der Stadt
- Barry Brust (* 1983), Eishockeytorwart
- Sven Delblanc (1931–1992), Literaturwissenschaftler und Schriftsteller
- Micheal Ferland (* 1992), Eishockeyspieler
- David MacLennan (1937–2020), Biochemiker und Molekularbiologe